# 長峰一弘
長峰 一弘（ながみね かずひろ、1967年7月14日 - ）は、茨城県出身の元騎手。

## 来歴
競馬学校3期生として伊藤暢康・蛯名正義・合谷喜壮・塩村克己・芹沢純一・武豊・寺島祐治・町田俊夫と同期になり、1987年3月に美浦・和田正道厩舎からデビュー。
1年目の1987年は3月1日の中山第8競走4歳以上400万下・ダルドで初騎乗を果たすが、2着と初勝利はならなかった。夏の函館で2着を3度記録し、関西馬スピードハンターに騎乗した9月20日の第9競走4歳以上400万下が最も惜しくクビ差であり、勝った関東馬サンリマンドに騎乗の塩村と3期生ワンツーであった。同年は49回に騎乗して初勝利はならず、0勝に終わった。
2年目の1988年は10月30日の福島第6競走4歳未勝利でハワイアンイメージ産駒ハワイアンキングに騎乗して初勝利、11月6日の福島第4競走4歳未勝利では母の父にダイコーター、母の母にサクライワイを持つニシノアロハで2勝目を挙げ、12月11日の中京第1競走3歳未勝利ではメンバー中唯一の関東馬シュウザンシャークで9頭中9番人気ながら2着に入って枠連万馬券の波乱を起こす。
1990年には4勝をマークしたが、4月28日に自身唯一の1日2勝を挙げるなど福島戦で3勝した。
1991年にはレイクダービーで年明け中山の500万下→900万下を共に5馬身差 付けて連勝し、春の新潟ひめさゆり賞（500万下）・ミノリスパークルで初の特別勝ちを挙げ、キャプテンクックで未勝利・あさがお賞（500万下）と2勝する。同年は全て和田の管理馬で7勝を挙げたが、結局この年が自己最多となり、引退まで2桁勝利を挙げることはなかった。
1992年にはダービーデーの5月31日に東京第8競走むらさき賞をミノリスパークルで勝利し、同馬では府中牝馬ステークス（16頭中13着）で自身唯一の重賞騎乗も果たした。母がブロケードと同じサンシャインボーイ産駒のジャカードでは9月19日の中山第12競走4歳以上500万下で2年ぶりの勝利に導き、吉田照哉の所有馬フライングコラムでは10月4日の福島第2競走3歳新馬を10番人気で逃げ切って馬連万馬券の波乱を起こす。
1994年4月23日の新潟第3競走4歳未出走では和田の実家である和田牧場生産馬カズノダンサーで13頭中13番人気ながら勝利し、単勝・馬連万馬券の波乱を起こす。
1995年には父ホリスキー・母父テスコボーイのカズノスキーで3月11日の中京第7競走4歳以上500万下を13頭中13番人気ながら勝利し、単勝・馬連万馬券の波乱を起こしたほか、金沢から移籍後唯一の勝ち星となった。9月24日の中山第8競走4歳以上500万下ではパンペロウに騎乗し、4コーナー先頭から武のマイネルフォレスタをハナ差抑えて勝利したのを最後に引退。

## 騎手成績
| 通算成績 | 1着 | 2着 | 3着 | 4着以下 | 出走回数 | 勝率 | 連対率 |
| -------- | --- | --- | --- | ------- | -------- | ---- | ------ |
| 平地     | 25  | 35  | 45  | 493     | 598      | .042 | .100   |